# 成蹊中学校・高等学校
成蹊中学校・高等学校 （せいけいちゅうがっこう・こうとうがっこう）は、東京都武蔵野市吉祥寺北町三丁目に所在し、中高一貫教育を提供する私立中学校・高等学校。

## 概要
1914年に旧制成蹊中学校を創設し、1925年に旧制成蹊高等学校に発展した。
官立が多かった旧制高等学校の中で、全国でも4校（成蹊、成城、武蔵、甲南）しかない私立の7年制（尋常科4年＋高等科3年）の旧制高等学校の歴史を受け継ぐ。

### 校名の由来
成蹊の名称は『史記』の作者司馬遷が、「李将軍列伝」において李廣の人物を讃えるために引用したことわざ「桃李不言下自成蹊」に由来する。桃や李（すもも）は何も言わないが、美しい花や良い香りの果実を求めて人が集い、その樹木の下には自然と蹊（こみち）ができるという李広将軍その人を讃えた故事である。桃や李は人格者であることの例えで、そのような人物は黙っていても徳を求めて人々が集まってくるという意味を持つ。

### 設立の背景
成蹊高等学校は、明治末期から大正期の教育者である中村春二が、三菱財閥総帥の岩崎小彌太、今村銀行（第一銀行と合併）頭取の今村繁三の協力を得て創設した私塾「成蹊園」を源流に、1912年（明治45年）4月に設立された「成蹊実務学校」を母体として設立された。
中村が設立を目前にして1924年に死去したため、成蹊高校の設置者（経営団体）となったのは、中村が1919年（大正7年）に設立した財団法人成蹊学園（現在の学校法人成蹊学園）である。成蹊高校開校にあたり、三菱合資会社（後に三菱本社）社長であり、成蹊学園初代理事長だった岩崎小弥太が多大な支援を行い、実務学校の所在地であった池袋（豊島区）からの移転先として現在地の吉祥寺を選定するとともに、当地に所有していた1万余坪の農園と、新たに購入した隣接する8万余坪（270,000平方メートル）の広大な土地を併せ、個人的に成蹊学園に寄附した。現在、池袋の跡地は豊島区立元池袋史跡公園となり、記念碑が建てられている。

## 歴代理事長・理事・評議員一覧

### 成蹊学園 歴代理事長一覧
| 代数 | 氏名       | 就任年月              | 退任年月              | 前職                                               | 備考                                                                    |
| ---- | ---------- | --------------------- | --------------------- | -------------------------------------------------- | ----------------------------------------------------------------------- |
| 1    | 岩崎小彌太 | 1925（大正14）年011月 | 1945（昭和20）年012月 | 三菱財閥4代目総帥 三菱合資会社社長                 | 男爵岩崎家2代当主、三菱財閥創業者岩崎弥太郎の甥                         |
| 2    | 山室宗文   | 1945（昭和20）年012月 | 1947（昭和22）年02月  | 三菱地所会長 三菱信託会長                          | 陸軍中将・山室宗武の兄                                                  |
| 3    | 石黒俊夫   | 1947（昭和22）年02月  | 1964（昭和39）年06月  | 三菱地所会長 三菱レイヨン取締役                    | 理事長職務代行                                                          |
| 4    | 岡野保次郎 | 1964（昭和39）年06月  | 1964（昭和39）年09月  | 三菱重工業社長                                     |                                                                         |
| 5    | 小笠原光雄 | 1964（昭和39）年09月  | 1978（昭和53）年012月 | 三菱銀行頭取                                       | 安田財閥幹部・小笠原鑅次郎の長男 成蹊学園評議員会議長（石坂泰三の後任） |
| 6    | 古賀繁一   | 1978（昭和53）年012月 | 1992（平成4）年04月   | 三菱重工業会長                                     |                                                                         |
| 7    | 三橋啓了   | 1992（平成4）年04月   | 1993（平成5）年02月   |                                                    | 理事長職務代行（成蹊大学教授）                                          |
| 8    | 飯田庸太郎 | 1993（平成5）年02月   | 2002（平成14）年02月  | 三菱重工業会長 三菱自動車工業取締役                |                                                                         |
| 9    | 岸暁       | 2002（平成14）年02月  | 2009（平成21）年03月  | 東京三菱銀行頭取                                   | ★旧制成蹊高等学校23期卒業生                                             |
| 10   | 佃和夫     | 2009（平成21）年03月  | 2021（令和3）年03月   | 三菱重工業会長 三菱商事取締役 三菱総合研究所取締役 |                                                                         |
| 11   | 小林健     | 2021（令和3）年04月   | 現職0                 | 三菱商事会長                                       | 日本商工会議所会頭 日本経済団体連合会副会長                             |

上表のように成蹊学園理事長には代々三菱金曜会のトップが就任している。
そのほか歴代の成蹊中学・高等学校長に谷正紀 （三菱自動車工業副社長★）、栗原美能留（高知県知事★）、土田誠一（東京高等学校教授）、中屋健弌（東京大学教授）、跡部清（成蹊小学校校長★）がいる。現在は、仙田直人（元東京都立三鷹中等教育学校校長、元品川女子学院中等部・高等部校長★）が就任している（★は成蹊学園出身者を示す）。
成蹊学園総長には高柳賢三（東京大学名誉教授、貴族院議員、初代成蹊大学学長）がいる。2024年現在、成蹊学園長は江川雅子（女性初、東京大学理事）が就任している。

### 成蹊会 歴代会長
| 代数 | 氏名       | 就任年  | 退任年  | 前職                                 | 備考                          |
| ---- | ---------- | ------- | ------- | ------------------------------------ | ----------------------------- |
| 1    | 丹羽孝三   | 1936年0 | 1955年0 | 成蹊学園理事                         |                               |
| 2    | 加藤英夫   | 1955年0 | 1959年0 |                                      |                               |
| 3    | 南部鎮雄   | 1959年0 | 1961年0 | 河北医療財団理事長                   |                               |
| 4    | 青葉翰於   | 1961年0 | 1963年0 | 富士銀行取締役                       |                               |
| 5    | 村上藤太   | 1963年0 | 1969年0 |                                      |                               |
| 6    | 宗像英二   | 1969年0 | 1973年0 | 日本原子力研究開発機構理事長         |                               |
| 7    | 河野義克   | 1973年0 | 1979年0 | 国立国会図書館館長                   |                               |
| 8    | 丹治道生   | 1979年0 | 1985年0 |                                      |                               |
| 9    | 生野専吉   | 1985年0 | 1989年0 | 三井信託銀行社長                     |                               |
| 10   | 永井邦夫   | 1989年0 | 1993年0 | 日本興業銀行取締役 オルガノ会長      | 外務事務次官・永井松三二男    |
| 11   | 谷岡喜久蔵 | 1993年0 | 1995年0 | 成蹊学園名誉理事                     |                               |
| 12   | 岩崎英二郎 | 1995年0 | 2001年0 | 慶應義塾大学名誉教授、日本学士院会員 | 三菱財閥2代総帥岩崎弥之助の孫 |
| 13   | 瀧秀彦     | 2001年0 | 2007年0 | 恵比寿ガーデンプレイス社長           |                               |
| 14   | 相川一成   | 2007年0 | 2011年0 |                                      | 相川泰吉の子                  |
| 15   | 谷正紀     | 2011年0 | 2015年0 | 三菱自動車工業副社長                 |                               |
| 16   | 吉益裕二   | 2015年0 | 2019年0 | みずほ証券監査役                     |                               |
| 17   | 高井昌史   | 2019年0 | 2025年0 | 紀伊国屋書店会長                     |                               |

### 成蹊学園 評議員・理事一覧
評議員にも三菱グループ関係者が数多く登用されている（以下に2024年現在までの評議員経験者を一部抜粋するが、特に★は成蹊学園出身者を示す）。
三菱グループ関係者
- 小山田隆（三菱UFJ銀行頭取・特別顧問）
- 畔柳信雄（三菱東京UFJ銀行頭取・特別顧問）
- 上原治也（三菱UFJ信託銀行最高顧問）
- 増田信行（三菱重工業社長・名誉顧問）
- 佃和夫（三菱重工業社長・相談役）
- 槇原稔 （三菱商事社長・特別顧問★）
- 高木丈太郎（三菱地所社長・名誉顧問）
- 杉山博孝（三菱地所社長・会長）
- 木村惠司（三菱地所社長・特別顧問）
- 吉田淳一（三菱地所社長・会長）
- 下村節宏（三菱電機社長・会長）
- 北岡隆 （三菱電機社長）
- 高杉晋一（三菱電機社長・相談役）
- 志立託爾（三菱信託銀行社長・最高顧問）
- 池田謙蔵（三菱信託銀行相談役）
- 池谷幹男（三菱UFJ信託銀行社長・会長）
- 賀集益蔵（三菱レイヨン社長）
- 諸見里光（三菱開東閣支配人★）
- 安倍寛信（三菱商事執行役員★）
- 波多健治郎（明治生命保険会長）
- 荒蒔康一郎（キリンホールディングス会長）
- 永野毅（東京海上ホールディングス会長）
- 水沢謙三（東京海上火災相談役）
- 竹田晴夫（東京海上火災保険相談役）
- 牧野亀治郎（明治生命保険会長・相談役）
- 村上正夫（旭硝子専務★）

上記以外の評議員・理事経験者
- 石坂泰三（東芝社長等、学園評議員会議長）
- 上原明（大正製薬ホールディングス会長★）
- 天坊昭彦（出光興産社長・相談役★、元議長）
- 瀬木庸介（博報堂社長★）
- 相賀昌宏（小学館社長★）
- 堀内丸恵（集英社会長★）
- 石川六郎（鹿島建設名誉会長★）
- 生野専吉（三井信託銀行社長★）
- 堀田庄三（住友銀行頭取・日本航空会長）
- 宗像英二（日本原子力研究開発機構理事長★）
- 河野義克（国立国会図書館館長★）
- 高井昌史（紀伊國屋書店社長★）
- 上杉邦憲（JAXA教授・上杉家32代当主★）
- 岩崎英二郎（慶應義塾大学名誉教授★）
- 黒川清（日本学術会議会長、内閣特別顧問★）
- 板東久美子（消費者庁長官、日本赤十字社常任理事）
- 永井素夫（みずほ信託銀行副社長）
- 村上藤太（王子製紙常任監査役★）
- 太田克彦（日鉄ケミカル＆マテリアル相談役）
- 毛利任宏（セプテーニホールディングス監査役）
- 岡豊（太陽石油社長★）
- 尾崎行信（最高裁判所裁判官、日本弁護士連合会副会長★）
- 梶谷玄（最高裁判所裁判官、日本弁護士連合会副会長★）

## 沿革
明治末期～大正期の教育者である中村春二が、高等師範学校附属中学校（現：筑波大学附属中学校・高等学校）時代からの友人であった、岩崎小弥太（後の三菱財閥総帥）と今村繁三（後の今村銀行頭取）の協力を得て東京・本郷の自宅に創設した私塾「成蹊園」が母体となっている。

### 旧制高校時代

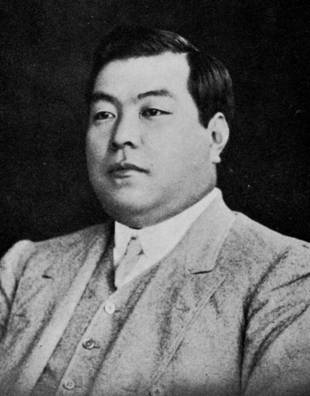
財政的に支援した成蹊学園初代理事長・岩崎小弥太
【第4代 三菱財閥総帥】

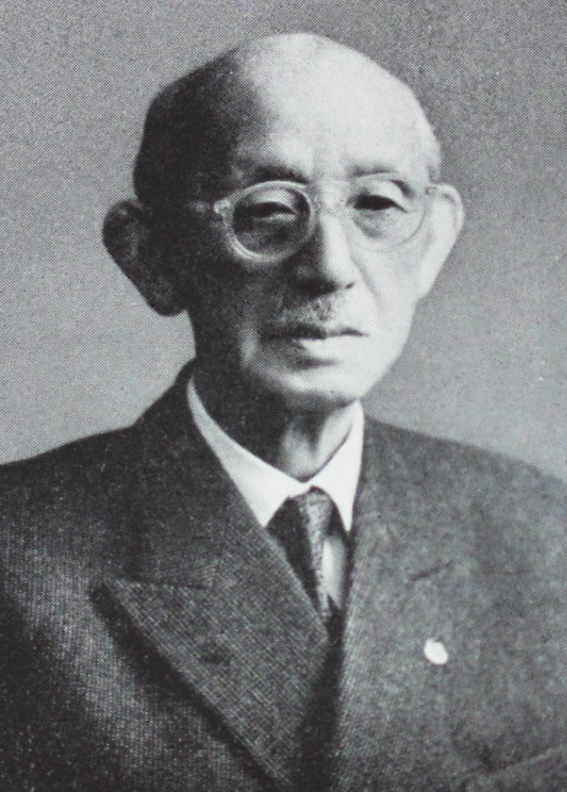
成蹊学園創設者の一人である今村繁三

旧制成蹊高校当初の学級定員は1学級30名とし、尋常科は1学年1学級、高等科は文科・理科に分け1学年各1学級だった。履修する第1外国語により、文科甲類（英語）・文科乙類（ドイツ語）・理科甲類（英語）・理科乙類（ドイツ語）と細分された。当時、医学部に進学する人はドイツ語を学ぶために理科乙類に入った。学制改革に際しては、高等科は新制成蹊大学へ、尋常科は新制成蹊中学・高校へそれぞれ移行したと考えるのが一般的である。

### 成蹊中学校の設置
当時、東京府下の中学校は第一中学校から第四中学校までの府立中学校、29の私立中学校、ほかに慶應義塾普通部・慶應義塾中等部、宮内省管轄の学習院中等科、中村の母校東京高等師範学校附属中学校などがあった。
1914年4月、実務学校舎南側に成蹊中学校が開校する。同時に翌12月6日付の朝日新聞や読売新聞の朝刊で5人（岩崎・中村・今村・永井・高木）を理事とする財団法人の設立と、学校の特色が報じられた。開設決定の場は高輪の岩崎邸であった。尋常小学校卒業を入学資格とする修業年限5年制学校であり、1886年公布の中学校令に準じ「男子ニ須要ナル高等普通教育ヲ為ス」ことを目的に設立される。設立申請書は東京都公文書館に所蔵されている。
卒業生の進路としては高等学校・専門学校が多かった。成城学園創立者澤柳政太郎、甲南学園創立者平生釟三郎も自身の子弟の教育を託した。成蹊園客員の男爵新田義美（岩松新田家3代当主）とその兄弟も他校から成蹊に転入した。

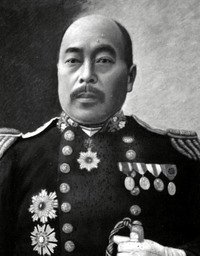
東京慈恵会医科大学創設者・軍医総監、高木兼寛男爵。成蹊教育に賛同し孫や曾孫らを通わせた。

中学校設立には中村春二の東京高等師範学校附属中学校同窓生らも賛同していて、特に外務次官の永井松三・医師の高木兼二（東京慈恵会医科大学創設者で海軍軍医総監を務めた男爵の高木兼寛の次男）の2名が熱心に後押しし成蹊中学校理事にも就任した。両者もまた中村の成蹊設立の趣旨に賛同し、自身の子息らを1915年創設の成蹊小学校に入学させている。
学則により入学は選抜試験合格者に限る事が定められた。また学則第8章には「生徒心得」として守るべき校訓5カ条を掲げている。これは中村自身が附属中学校入学に際して陸軍少将の山川浩校長から授かった訓示を踏襲したもので、同校で学んだ精神を成蹊中学校にも継承した。学費は入学金1円、授業料は月額5円であり、当時の私立中学の学費相場（1円から3円）を上回っていた。寄宿舎に子弟を入舎させる場合はさらに高額となった。自他共に認める高額の月謝徴収を決めた成蹊中学校でも、実務学校創立理念を受け継ぎ学則にはない特待生制度を用意した。
指導面で特に留意したのは英語と数学で、英語講師には英語学と英語教育の専門家、青木常雄（東京教育大学名誉教授）を採用している。青木は当時東京高等師範学校でオーラル中心の新教授法が早期から導入されており、それを参考に成蹊中学校でも口頭練習を多分に取り入れた授業を展開した。女子英学塾（のちの津田塾大学）創立者津田梅子や、学習院の熊本謙二郎といった当時の英語教育の第一人者も授業を参観している。鈴木ビアトリス（文化勲章受賞者の鈴木大拙夫人）や香港総督秘書であった英国伯爵リチャード・ポンソンビー・フェインら外国人教師も招かれ本場の英語に触れて欧米文化を吸収した。図画教師には成蹊園に在籍する曽宮一念（洋画家）が任命された。

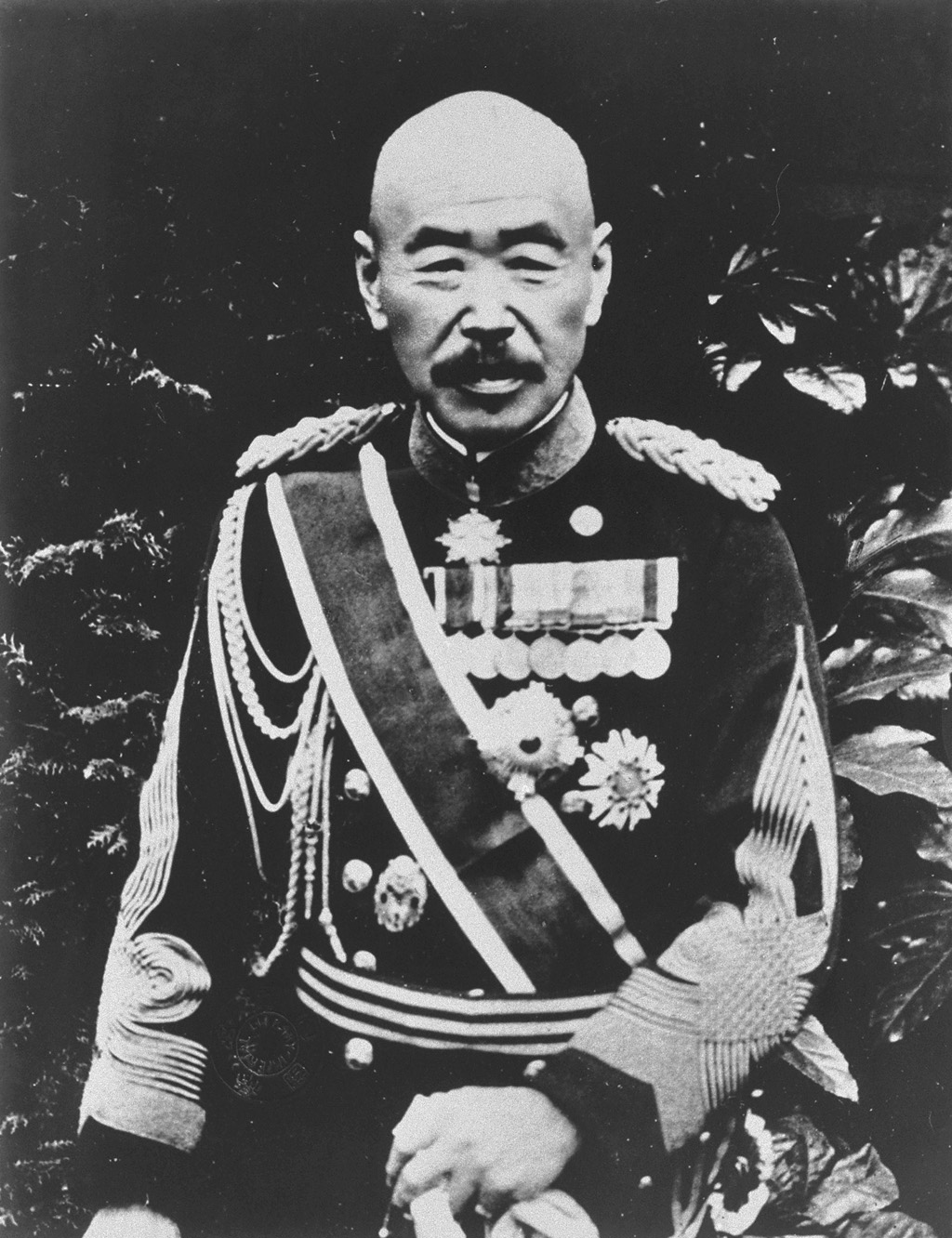
陸軍大将を務めた上原勇作

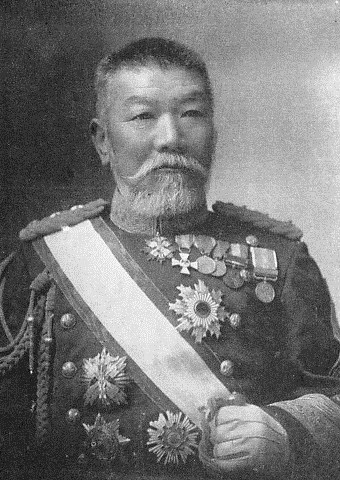
陸軍大将や学習院院長を歴任した大迫尚敏

また、成蹊中学校の精神主義・鍛錬主義の教育は注目を集め陸軍士官学校長や陸軍幼年学校長が度々来校した。1916年3月には陸軍大将の上原勇作、同じく元陸軍大将で学習院長の大迫尚敏が来校して凝然や授業を熱心に参観し「生徒の気込を真剣ならしむる点は実に良い」と述べた。当時、陸軍当局が優秀校として注目していた東京府下の中学校は成蹊中学校を筆頭に、府立四中、開成中学の3校であり、成蹊中学校の生徒たちは陸軍士官学校の卒業式、恒例の観兵式に特別招待された。1925年4月、「陸軍現役将校学校配属令」発令に伴い、習志野で中高合同の野外練習が実施され、軍事教練査閲では近衛師団長の朝香宮鳩彦王からは「成蹊は全国学校中、最優秀である」との講評を受けている。

### 成蹊実業専門学校の設置
1916年9月1日、岩崎によって「財団法人成蹊学園設立許可願」が文部大臣宛に提出され認可を得た。私立成蹊実業専門学校は1916年（大正5）年10月、財団法人成蹊学園理事の中村春二によって設立申請され、12月に文部大臣高田早苗により認可された。日清戦争・日露戦争を経て日本は産業革命を達成し国内経済が飛躍的に発展する中、就学率が向上し高等教育である専門学校への進学希望者が増加していた。専門学校令、改正し実業学校令が公布され私立では3番目に成蹊実業専門学校が設立された。
学園理事には、三菱の三好重道（初代検事総長三好退蔵の子、三菱製鐵社長・三菱造船取締役）と山室宗文（陸軍中将山室宗武の兄、三菱銀行常務・三菱信託・三菱地所会長）が名を連ねていたが、岩崎の「近頃は安心して金庫の鍵を預けられる人材が少なくなった」という発言に対し、三好と山室は「成蹊学園において真に信頼しうる人材を養成してみてはどうか」と提案した。この提案によって成蹊実業専門学校が設立されるに至った、と今村繁三が証言する。すなわち成蹊実業専門学校設立は実業界、特に三菱における中堅的人材の育成が求められて企画されたものであった。
三菱が社員養成を目的とする、1878年（明治11年）開設の三菱商業学校（慶應義塾の分校となる）のように、三菱の銘売った学校を創らずに、中村の成蹊に教育を託した根底には、岩崎と中村の長年の信頼に基づく関係があった。岩崎は教育者としての中村春二に絶大な信頼を有し、惜しみない支援をしたいという思いがあった。中村もまた岩崎の思いを受け、実務学校において着実に教育成果をあげて社会から高い評価を得ると共に、社会状況を受けて岩崎の求める三菱や実業界の人材教育の実践に向かったといえよう。実業専門学校設立を提案した三好重道と山室宗文もまた中村の成蹊教育に共鳴し、成蹊小学校に師弟を通わせていた保護者であった。山室は1934年にも学園理事となり、1946年から成蹊学園理事長（第2代）を務め成蹊学園の運営に深く関わっていく人物である。
教務主任には第一高等学校・東京帝国大学時代の同級生であった中島万次郎（哲学者、天台宗大学講師）の他、生徒監には渡辺八郎（秩父宮御用掛、学習院学生監）が着任した。民法・経済学は末弘厳太郎（東京大学名誉教授）、森戸辰男（第63・64代文部大臣、広島大学学長）、石坂音四郎（京都帝国大学教授）を通じて鳩山秀夫（衆議院議員、第6代衆議院議長の鳩山和夫次男）が担当した。鳩山は成蹊教育に期待して一人息子を成蹊小学校に入学させた保護者でもあった。商業科目講師は三菱の選任によった。三菱は1912年から毎年社内で定期的に簿記講習会を開催した。1916年からは早稲田大学商科教授の吉田良三（会計学の権威、のちに一橋大学名誉教授）が講師を担当し、翌年に開校した成蹊実業専門学校の講師にも吉田を起用させている。

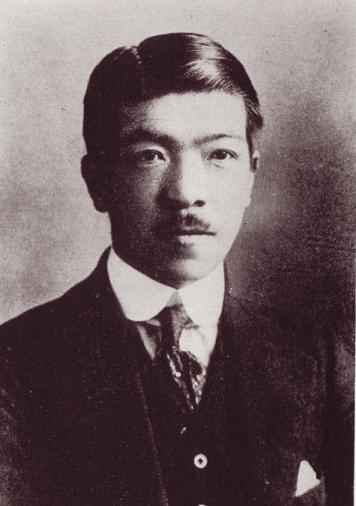
成蹊で教鞭をとった鳩山秀夫

実務学校創立趣旨に準じて成蹊実業専門学校においても特待生制度を設けた。この奨学金を積極的に支出した後援者は、久原房之助（鉱山王、第32代逓信大臣、立憲政友会総裁）や川崎財閥総帥二代目川崎八右衛門、平生釟三郎（甲南学園創設者）、内田信也（鉄道大臣・農商務大臣）などの大富豪らであった。志願者は毎年5倍を超える人気であったが、1920年になると、第一次世界大戦後の反動不況により、奨学金を支援していた久原房之助や内田信也ら実業家の経営状況が悪化したため特待生募集は中止された。代わりに賃費生を若干名募集した。

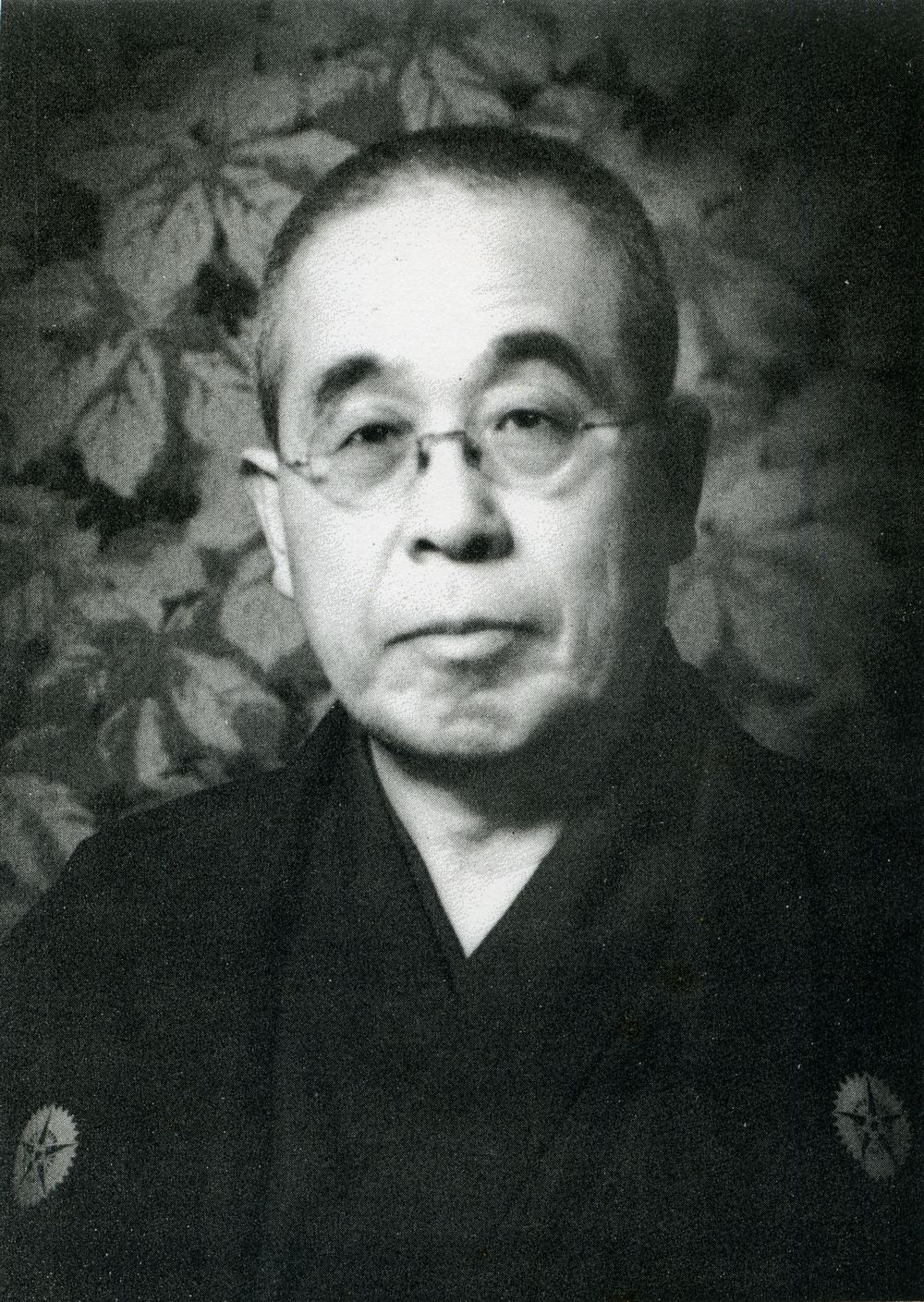
奨学金を積極的に支出した久原財閥総帥、久原房之助

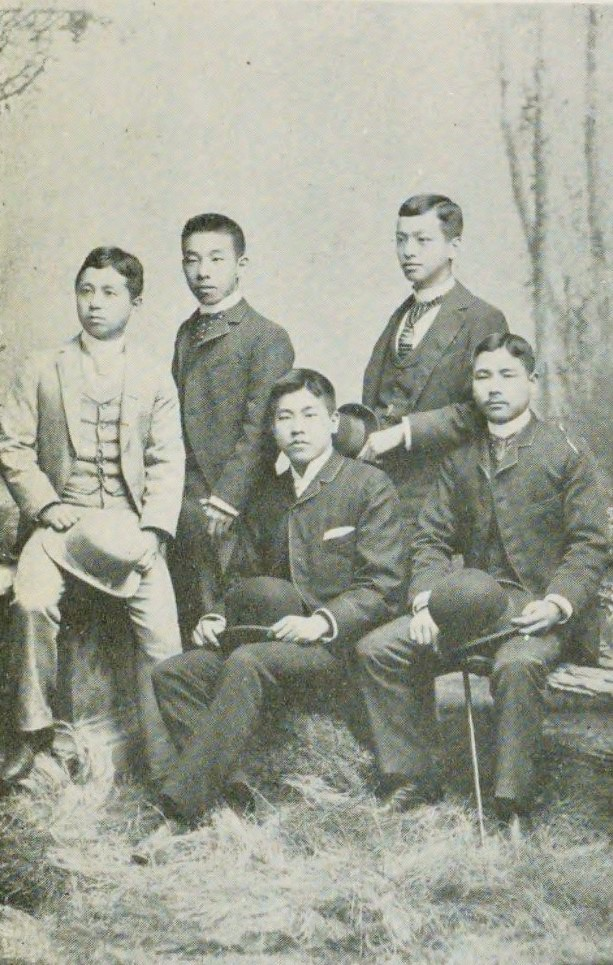
米国留学時の八右衛門（右から2人目）。幼名は金三郎だったが、滞米中は川崎金二郎と名乗っていた。左端は岩崎清七、その隣に大三輪奈良太郎（名古屋明治銀行頭取）、右端は木村利右衛門。この頃に親しくした郷温の妹とのちに結婚した。

第1回卒業生の17名の就職先内訳は、三菱合資会社6名、川崎銀行4名、久原財閥関係2名、そのほかは横浜正金銀行・台湾銀行・三井銀行などであった。1919年から1923年までの本科生卒業後の進路としては、三菱銀行13名で最も多く、三菱製鐵や三菱商事、三菱製紙、三菱造船などやはり三菱グループの就職が多かった。

### 東京成蹊高等女学校の設置
1872年の学制公布、同時に「学事奨励に関する被仰出書」が出され、国民皆学が原則となった。1917年（大正6年）に目白に創設された成蹊女学校は、高等女学校令に基づく学校へと改組され、1921年（大正10年）4月校名を「成蹊高等女学校」に変更した。修業年限は本科4年（専攻科3年）で、定員は各学年本科25名（専攻科20名）、授業料は年額84円であった。同年の第1期入学者は20名で、うち成蹊小学校からの内部進学者は15名であった。
1919年（大正8年）9月に奥田正造が女学校主事に就任、翌年中村春二の後を受けて高等女学校長となった。中村は厳格な賢母教育を実現するため女子に対しては男子よりも厳しい指導の必要性を強調し、炎天下での草取りや寒中の体操などで心身を鍛えさせていた。卒業後の進路の中では専攻科への進学が最多であったが、1928年度卒業者は東京女子大学、聖心女子学院、東京家政学院に進学する者もあった。
1924年（大正13年）、三菱本社で理事会が開催され成蹊高等女学校の学園からの分離が議題に挙がったが今村繁三頭取の助力で回避された。しかしながら第一次世界大戦後の不況が長期化する中、7年制高等学校開校を間近に控える学園の財政状況に決して余裕はなかった。廃校後、特殊な女子教育機関として現校長奥田が経営を続ける案や、新財団法人設立のため安田財閥や近藤滋弥（実業家、男爵）と交渉努力を重ねるものの話はまとまらなかった。
1935年に財団法人東京成蹊高等女学校設立の申請が行われ許可が下り、10年に及ぶ分離独立問題は上記の形で決着した。理事長は今村繁三、理事には荻野仲三郎（歴史学者）、奥田正造校長、監事に土肥章司（東京慈恵会医科大学教授）が就任した。1947年から「（東京）成蹊女子中学校・高等学校」と改名したが、1954年成蹊学園へ合併、1956年廃校となった。

### 新財団法人成蹊学園への統合
1917年（大正6年）4月に成蹊女学校と成蹊実業専門学校が開校したことにより、中村春二が校長を務め、池袋と目白に校地を有し、名称に「成蹊」を冠する5つの学校が出揃った。
5校の設立主体は、小学校および高等女学校は中村個人だが、中学校は中村春二が設立した財団法人私立成蹊中学校、また実務学校・実業専門学校は岩崎小弥太が設立した実業教育を主たる目的とする財団法人成蹊学園であった。女学校は中学校の保護者で秋田の最上直吉（銀行家・衆議院議員）が寄付金を出資し、岩崎が継続的に他を出資した。しかしながら教育・経営の両立は安定性を欠いたものであった為、統合する方向へ舵を切った。
この統合には三菱財閥3代目当主である岩崎久弥の協力が得られ、1917年に賛助員となって岩崎小弥太と今村と共に各自5万円ずつを出資し校地1,4000坪の大部分を購入、将来的に財団の基本財産となる資産を蓄積し、新財団法人への移行準備に取り掛かった。翌年、東京府知事を通じ文部省（文部大臣中縞徳五郎）に提出、設立登記が行われた。成蹊実務学校・成蹊実業専門学校・成蹊中学校・成蹊高等女学校・成蹊小学校の5校が1つの財団法人成蹊学園に統合された。

### 学園創立100周年記念
2012年5月12日、学園創立100周年記念式典が東京国際フォーラムと東京會舘で2万3000人の来場者のもと実施されている。主な出席者には中村春二・岩崎小弥太・今村繁三の三家の代表者らのほか、東儀秀樹（雅楽師★）、服部克久（作曲家★）、高島彩（進行役★）、中江裕司（映画監督）、鶴見辰吾（俳優★）、中井貴一（俳優★）、佃和夫（理事長）、平野博文（文部科学大臣）、吉沢英成（甲南学園理事長）、波多野敬雄（学習院院長）、谷正紀（元中学高等学校長★）がいた。
100周年記念として前年の2011年11月19日から2日間に渡って、学園本館（横幅70m、高さ20m）に複数の大型プロジェクターで高解像度のCGアニメーションを投影する、国内最大規模の3Dプロジェクションマッピング上映イベントが実施された。NHKエンタープライズとピクスが共同で行った。

#### 創立100周年記念映画の制作
100周年記念映画『たしかなあしぶみ なかむらはるじ』が制作され、記念式典にて上映された。成蹊学園創立者・中村春二の生涯を綴ったドキュメンタリードラマ。同年9月には紀伊國屋ホールでも特別上映された。
キャスト
- 中村春二：鶴見辰吾
- 中村小波：京野ことみ
- 今村繁三：石丸幹二
- 岩崎小弥太：尾美としのり
- ナレーション：中井貴一

### 卒業生のひとり安倍晋三元首相の死去に伴う対応
2022年（令和4年）7月8日11時31分ごろ、第26回参議院議員通常選挙のための街頭演説を奈良県奈良市の近鉄大和西大寺駅前付近にて行っていた際に、自作銃で背後から2発撃たれ、その内2発目が命中し心肺停止状態になる。銃撃した当時41歳の奈良市在住の男は奈良県警察によって取り押さえられ、11時42分に殺人未遂容疑で現行犯逮捕された。その後、安倍は奈良県橿原市にある奈良県立医科大学附属病院に搬送されて蘇生措置を受けたが、17時03分、銃撃による失血死のため死亡が確認された。67歳没。
日本国政府は死没日付をもって従一位に叙し、日本国の最高勲章である大勲位菊花章頸飾および大勲位菊花大綬章の追贈を決定した。

葬儀は妻・昭恵を喪主とし、関係者による通夜が同月11日、告別式は同月12日に東京都港区の増上寺で執り行われ、その後桐ヶ谷斎場で荼毘に付された。
成蹊学園においても同月12日から30日まで献花台と記帳台が設置され、多くの在学生や教職員、卒業生、地域住民らがメーセージカードに想いを綴った。また、成蹊学園正門には日本国旗と学園旗の半旗が掲げられた。
学園は事件当日の公式サイト上で「本日、本学園の卒業生で、元首相の安倍晋三さんが、とても痛ましい事件によりお亡くなりになりました。成蹊学園は今、大きな悲しみに包まれています。本学園を大切な母校とし愛してくださった安倍晋三さんに、心より哀悼の意を表します。」と訃報に触れた。

### 年表
- 1906年 - 中村春二が本郷西片町の自宅に学生塾開塾
- 1907年 - 学生塾を「成蹊園」と命名
- 1912年 - 成蹊実務学校を池袋に創立（1927年まで）
- 1914年 - 旧制成蹊中学校を池袋に創設（1929年まで）
- 1915年 - 成蹊小学校を池袋に創設
- 1917年 - 成蹊実業専門学校を池袋に創設（1925年まで）
- 1917年 - 成蹊女学校を目白に創設（1921年まで）
- 1919年 - 初等教育・高等普通教育・専門教育を目的とする「財団法人成蹊学園」設立
- 1921年 - 成蹊女学校を成蹊高等女学校として目白に創設（1956年まで）
- 1924年 - 成蹊学園が池袋から吉祥寺に移転（成蹊高等女学校のみ目白にとどまる）、新校舎「本館」完成（現在の成蹊学園本館）
- 1925年 - 中学校が旧制成蹊高等学校（7年制）に発展改組（1950年まで）旧制成蹊高等学校校舎・現存する旧制高校時代の建造物のひとつ（成蹊学園本館）

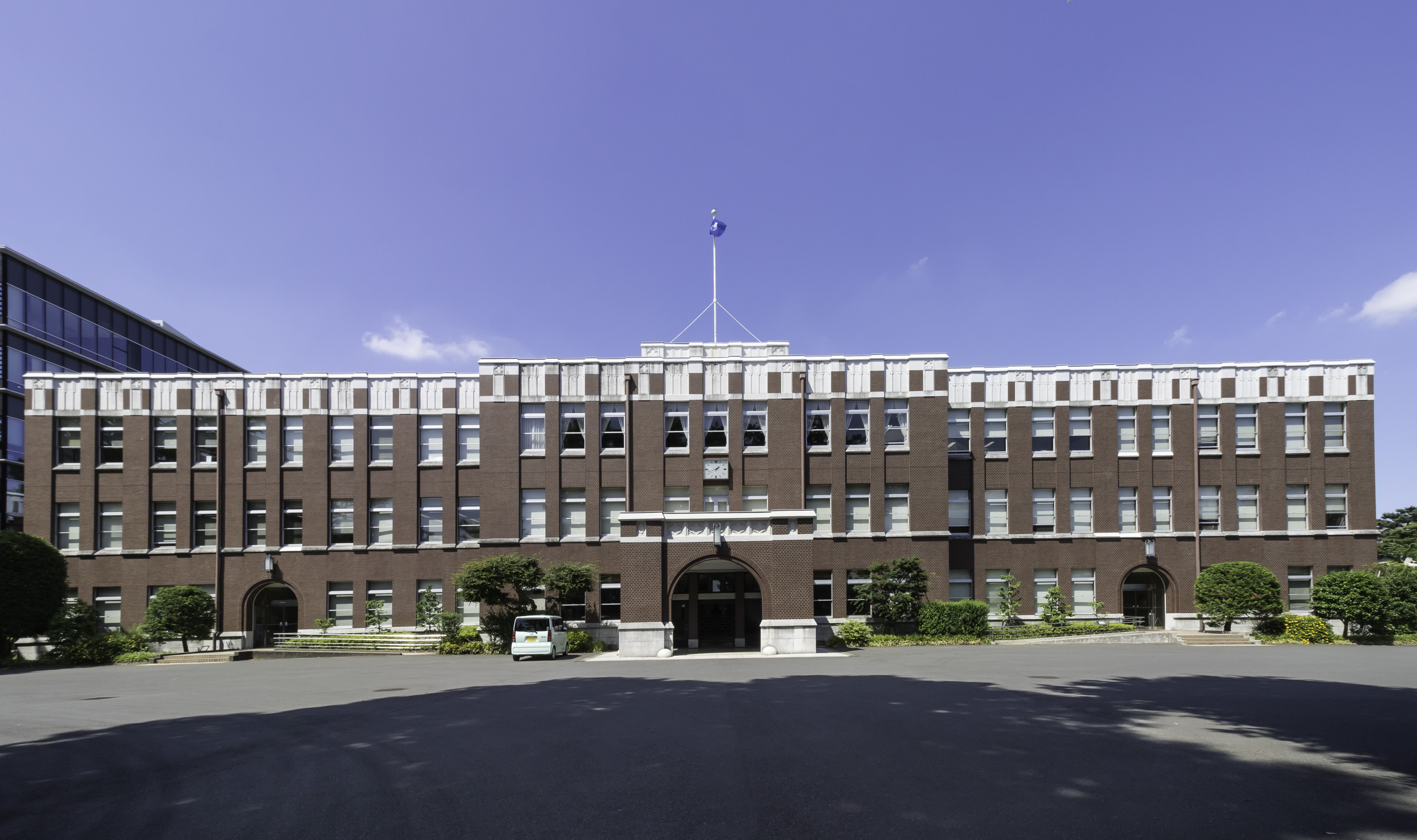
旧制成蹊高等学校校舎・現存する旧制高校時代の建造物のひとつ（成蹊学園本館）

- 1927年 - 校歌「成蹊の歌」制定（志田義秀作詞、信時潔作曲）
- 1935年 - 成蹊高等女学校が成蹊学園より分離独立（財団法人東京成蹊高等女学校として発足し、1951年に成蹊女子学園となる）
- 1937年 - 同窓会「成蹊会」を結成
- 1942年 - 現成蹊気象観測所が、東京管区気象台より「吉祥寺観測所」の名称で補助観測所に指定（1976年まで）
- 1943年 - 岩崎小弥太より元箱根の土地6万余坪および附属建造物が寄贈される（現在の箱根寮）
- 1947年 - 新制成蹊中学校創設
- 1948年 - 新制成蹊高等学校創設
- 1949年 - 成蹊高等学校 米国セント・ポールズ・スクールへの留学制度スタート
- 1951年 - 財団法人成蹊学園を「学校法人成蹊学園」に改組、現成蹊気象観測所が中央気象台からモデル気象観測所に認定
- 1954年 - 分離独立していた成蹊高等女学校は成蹊学園に合併し、在校生は成蹊中学校・高等学校に編入
- 1956年 - 成蹊高等女学校が廃校
- 1959年 - 成蹊気象観測所設置
- 1964年 - 成蹊中学校 帰国子女教育を目的とする「国際特別学級」設置（1995年「国際学級」と改称）
- 1964年 - 戦没者慰霊碑が完成 成蹊学園評議員会議長で経団連会長の石坂泰三の寄付により製作[29]
- 1970年 - 成蹊高等学校 オーストラリア・カウラ高校と交換留学制度を制定
- 1971年 - 成蹊学園欅並木 武蔵野市の文化財（天然記念物）に指定
- 1982年 - 成蹊学園欅並木 都民の日制定30周年記念として「新東京百景」に選ばれる
- 1996年 - 成蹊学園欅並木 環境庁（現・環境省）の「残したい日本の音風景100選」に認定
- 2006年 - 成蹊高等学校 英国ケンブリッジ大学短期留学プログラム開始
- 2007年 - 新中学校ホームルーム棟完成、成蹊学園三菱留学生奨学基金創設
- 2008年 - 新高校ホームルーム棟完成
- 2009年 - 成蹊学園本館改修、けやきグラウンド改修
- 2012年 - 成蹊学園創立100周年
- 2013年 - 米国カリフォルニア大学デービス校への短期留学プログラム開始
- 2015年 - 米国チョート・ローズマリー・ホール校への留学制度スタート
- 2016年 - 米国フィリップス・エクセター・アカデミーとの相互短期留学制度スタート
- 2018年 - 成蹊学園サステナビリティ教育研究センター設置
- 2020年 - 成蹊大学経営学部設置
- 2022年 - 中高女子生徒の制服にスラックスを導入

## 建学の理念
「個性の尊重」「品性の陶冶」「勤労の実践」
2019年11月、建学の理念が国際連合教育科学文化機関憲章（通称ユネスコ憲章）に通ずるものと評価され、パリに所在する国際連合教育科学文化機関（ユネスコ）本部よりユネスコスクールとして認定された。また、成蹊大学はユネスコスクール支援大学間ネットワークへ加盟している。

## 教育
中学校のクラスはAからG組の7クラスであり(ただし中学1年次は国際学級H組が存在する)、高校のクラスはAからH組の8クラスがある。体育等の授業では隣り合う組と合同であるが、中学校のGH合同ではH組の人数が若干少ないために比較的少人数での授業となる。
高校1年次は芸術以外はすべて共通科目で、芸術は必修選択科目となっており、音楽・美術・工芸デザイン・書道の中から1つを選択する。ちなみに、戦中戦後の成蹊小学校から大学までの書道担当者には上條信山（東京教育大学教授、文化功労者、日本芸術院会員）がいる。
高校2年次からは文系・理系に分かれ、英語・数学が習熟度別の少人数クラス編成となる。第2外国語として、ドイツ語・フランス語・中国語・朝鮮・韓国語を選択することも可能。
高校3年次からは現代文・英語・体育など一部が必修となり、18のコースからなる選択科目が中心の授業になる。英語・理系数学は学力別に少人数授業が行われる。例えば、高校3年では数学がグレード①から④、英語がグレード①から③に別れる。中学1年の英語の授業では、原則として成蹊小学校からの内部進学者と成蹊中学校からの入学者で分かれるが、2年次以降は合同である。

### 国際学級の設置
1962年11月の学園審議会で、当時の成蹊小学校長の杉山穣により海外勤務者子女教育を目的とする特別学級の復活が提案された。これよりも以前に成蹊学園は1918年設置の「和組」、1935年設置の「操要学級」と海外勤務者の子弟を受け入れてきた経緯があった。しかし戦中の国際関係悪化を理由に1940年に廃止されていた。戦後日本が高度成長へと向かう中で、外交官や貿易商社・銀行等の金融機関の海外勤務者が著しく増加した。帰国子女を対象とする教育施設の設備は当時の日本においてごく僅かな先例しか存在せず、公立学校では皆無だった。本格的には1964年1月高瀬荘太郎学園総長の任命により特別学級設置委員会が発足した。3月に委員会策定による「在外子弟のための特別学級開設計画」が審議会に提案・決議された。
1期生（1964年度入学）の保護者の勤務先はボンベイ・ニューデリー・サンフランシスコ・マニラで、商社3名、外務省1名であった。1964年当時、帰国子女クラスを設置する国公立小中学校は存在せず、翌65年東京学芸大学附属大泉中学校に、69年に同小学校に設置されたのが国公立初の事例である。成蹊中学では帰国生受け入れのため、1964年から国際特別学級（1995年に国際学級と改称）を設置している。1967年に文部省（文部科学省）から海外帰国子女教育研究協力校の指定を受けた。
過去には全学年に設置されていたが、現在は国際学級が1学年制になり、中学2・3年からの国際学級編入試は廃止となったが、2008年からは中学2年への帰国生編入試を実施し、中2一般クラスへ編入する。2000年以降、中学国際学級は海外での説明会を実施し、香港・シンガポール・ヨッロッパ等の複数の都市で開催されていた。
なお、1980年代後半には横手長治校長によりベルギーのリンブルフ州ハッセルト市に成蹊中高の分校を設立する構想が提案されていた。しかし、校長交代により中高内で推進派と慎重派とで意見が分かれ、臨時合同会議では賛成派が僅かに上回ったものの、最終的には古賀理事長の慎重な姿勢もあって計画は実現に至らなかった。

### 大正製薬との連携
成蹊高等学校では、2020年より大正製薬・三菱みらい育成財団主催のもと、慶應義塾高等学校（神奈川県）、柳川高等学校（福岡県）の3校が協働で探究学習を実施している。この探究学習ではリポビタンDのオリジナルボトルデザインを製作し、学内の紀伊国屋書店ブックセンターとオンライン上で販売している。2021年度は販売本数が5000本に上った。

## 学校行事
体育祭・体育大会
中学の体育祭は9月、高校の体育大会は5月に春季大会、9月に秋季大会が実施される。
夏の学校
中学1年では自然観察を通じて仲間づくりを行い、中学2年では2000m級の山に登って心身を鍛える。1年次は長野県車山高原、2年次は志賀高原である。夏の学校には成蹊高等学校在校生や、成蹊出身の医師が帯同する。
修学旅行
中学3年の5月に行われる修学旅行は、4泊5日で京都・奈良へ行く。
学習旅行
高校2年の夏休み・春休みに、海外を含めて約8つのコース別（ベトナム、シンガポール、韓国、北海道、四国、九州北部、海士町、沖縄県など）に分かれて行われる。生徒と教員が一緒に企画し、希望者参加型となっている。
蹊祭（こみちさい）
毎年秋に行われる中高合同の文化祭。
成蹊高等学校マラソン大会
高校1年、2年の2月に国営昭和記念公園において成蹊高等学校マラソン大会を実施している。2023年度大会で64回目の開催となった。男子は約8.6km、女子は約4.3kmのコースを走る。

## 国際教育
10スクールと呼ばれる米国の名門ボーディングスクール（全寮制の寄宿学校）3校への留学プログラムなど多数の国際交流がある。
長期留学・短期留学
- St. Paul’s School（セントポールズスクール）

1856年創設のアメリカ屈指の全寮制私立学校であるセント・ポールズ・スクール（ニューハンプシャー州コンコード市）は、日本では成蹊高校とだけ交換留学制度を設けている。戦前にジョセフ・グルー駐日米国大使私設秘書官を務めた人物の発案であった。1949年から成蹊高校から毎年1名の留学生を派遣し、1976年からはセントポールズ校からの留学生を受け入れている。35周年に当たる1984年に、安倍晋太郎外務大臣から両校交流を通じた日米親善関係促進に対する感謝状が送られた。基本的に1年の留学プログラムで、成蹊を退学して留学し、多くの場合は現地校に2年以上在学し卒業するが復学も可能。成蹊OBの槇原稔・有馬龍夫・清水義明などは同校出身で、多くの留学生は帰国せずに、そのままハーバード大学、プリンストン大学などの海外の大学に進んでいる。成蹊学園が実施する留学プログラムの中で最難関である。
- Choate Rosemary Hall（チョート・ローズマリー・ホール）

1890年創設のアメリカ屈指の全寮制私立学校であるチョート・ローズマリー・ホール（チョート校）へは、2015年よりサマープログラムの派遣、2016年より長期留学生の派遣を開始した。サマープログラムは6月末からで、それぞれ選択したコースと科目を受けながら、5週間のプログラムに参加する。サマープログラムでは、2015年の第1回、2016年の第2回とも5名を派遣した。留学期間はチョートに申請し、審査の上で延長可能。
- Phillips Exeter Academy（フィリップス・エクセター・アカデミー）

1781年創設のアメリカ屈指の全寮制私立学校であるフィリップス・エクセター・アカデミー（エクセター校）で日本語を学ぶ高校生が、成蹊中高生の家庭にホームステイしながら本校に通い交流を深める。2016年6月には現地校7名の生徒が来日し、成蹊中高での2週間のサマースクールを経験した。また、同年9月から11月の秋学期（日本の2学期）の約2ヶ月半、同校の5名の生徒が来日し、ホームステイ留学を経験した。2016年から、成蹊高校生が同校のサマースクールで5週間学ぶ奨学制度が創設された。
- Cowra High School（カウラ高校）https://cowra-h.schools.nsw.gov.au/ファイル:Flag+of+Australia.svg

オーストラリア・ニューサウスウェールズ州カウラ市にある公立高校で、1970年から1年間の交換留学（留学費用はカウラ側が負担する）を行っている。第二次世界大戦中、カウラ郊外に存在した捕虜収容所が存在し、日本兵捕虜の集団脱走事件が発生した（カウラ事件）。戦後カウラ市長の提案を受け成蹊高等学校間で日豪友好交換留学プログラムが発足し、2020年度で50周年を迎えた。2003年から2年に1度実施の短期留学（ホームステイプログラム）も実施している。
- Pembroke College, University of Cambridge（ケンブリッジ大学ペンブルック・カレッジ）

世界屈指の名門ケンブリッジ大学を構成する31のカレッジの中で3番目に古い1347年創立のペンブルック・カレッジが特別に運営するサマースクールで、加藤節（成蹊大学名誉教授）の個人的な繋がりによって始まり、2006年より短期留学制度を開始した。夏休みに3週間、ケンブリッジ大学のスタッフが運営するプログラムに基づいて行われる。成蹊学園創設者のひとり三菱財閥総帥・岩崎小弥太も1905年度の本カレッジ卒業生である。参加費は約76万円（奨学金制度あり）。
- University of California, Davis（カリフォルニア大学デービス校）

春休み中の2週間、ホームステイ先からカリフォルニア大学デービス校（UCD）に通い、「英語とキャリア教育」を中心に学び、英語でのプレゼン力も鍛える。途中1日かけてスタンフォード大学とサンフランシスコを訪問する。サクラメント市のフードバンクでのボランティア活動や地元デービス高校生との交流なども実施。2015年の第2回は生徒31名、2016年の第3回は生徒29名が参加した。
- ルンステッド高校（デンマーク）https://rungsted-gym.dk/ファイル:Flag+of+Denmark.svg

デンマークのコペンハーゲン郊外の私立学校・ルンステッド高校は同国で唯一、日本語の授業がある学校。同校の国際教育の一環で、世界各国を訪問するプログラムがあり、日本短期訪問グループはそのうちの2泊3日を成蹊中高でのホームステイ交流に充てている。また、2016年からは10月のほぼ一カ月をホームステイ先から通学する短期留学制度が始まった。2017年夏からは、成蹊生も同校でのホームステイ体験とスウェーデンのカルマル市にある私立高CISでのホームステイ体験の相互交流を開始する。
- カルマーレ国際高校（スウェーデン）https://cis.se/ファイル:Flag+of+Sweden.svg

スウェーデン南部のバルト海に臨むカルマル市にある、私立学校カルマーレ国際高校では日本語を学ぶコースがある。同校は生徒たちを世界中の姉妹校に派遣しているが、成蹊中高との間に2015年に繋がりができた。そして2016年には同校から3名の生徒が成蹊中高でホームステイプログラムで一カ月滞在した。2017年より夏期派遣を行う。
- Eaglebrook School（イーグルブルック・スクール）

米国マサチューセッツ州ディアフィールド市にある名門全寮制男子中学校が実施するアジアの中学生向けの2週間プログラム。日本では成蹊・開成・早稲田・慶應などの生徒が対象。普段は男子校ながら、通常のサマースクール（米国内および世界各国から参加する7月プログラム）は女子生徒も多数参加し、日本の夏休みに入ってから行われるこのプログラムも男女共学で実施される。生徒3名につき1名の割合で教員がついて指導にあたる。ハーバード大学・MIT訪問やキャンプなどの校外学習もあり、英語でのプレゼンが課される。
国内プログラム
- プレエンパワーメント･プログラム、エンパワーメント・プログラム

2014年導入の通学型「校内留学」プログラムで、プレエンパワーメントは中学生、エンパワーメントは高校生。カリフォルニア大学やスタンフォード大学の大学生・院生が生徒宅にホームステイしながら生徒5～6名ごとに1人ついて英語で進めるキャリアパスプログラム。期間は7月中旬の5日間と短いが、基本的にはカリフォルニア大学デービス校プログラムの国内版となっている。
校内の国際交流
- 長期（1年間）留学生の受け入れ

オーストラリアのカウラ高校、カウラジュニア（元カウラ高校からの留学生の子供）、アメリカのセントポールズスクール、AFS、YFU財団を通して世界中から毎年数名の留学生を受け入れている。
- 短期留学生の受け入れ

アメリカのフィリップス・エクセター・アカデミーからサマー生として夏期2週間、またターム生として秋に3ヵ月間、留学生を受け入れている。ターム生は成蹊の生徒のために、海外大学進学のSAT/ACTレクチャーやチャットルームを開くこともある。またカウラ高校、スウェーデンのカルマーレ高校、デンマークのルンステッド高校などの生徒が定期的に来校している。

## 施設・設備とメディアでの利用

### ケヤキ並木・サクラ並木
学園入口から中学校・高等学校正門まで約600メートル続くケヤキ並木（124本）は「日本の音風景100選」（環境省）、「新東京百景」（東京都）に選定されている。全体としても、成蹊学園キャンパスは2011年度グッドデザイン賞を受賞した。

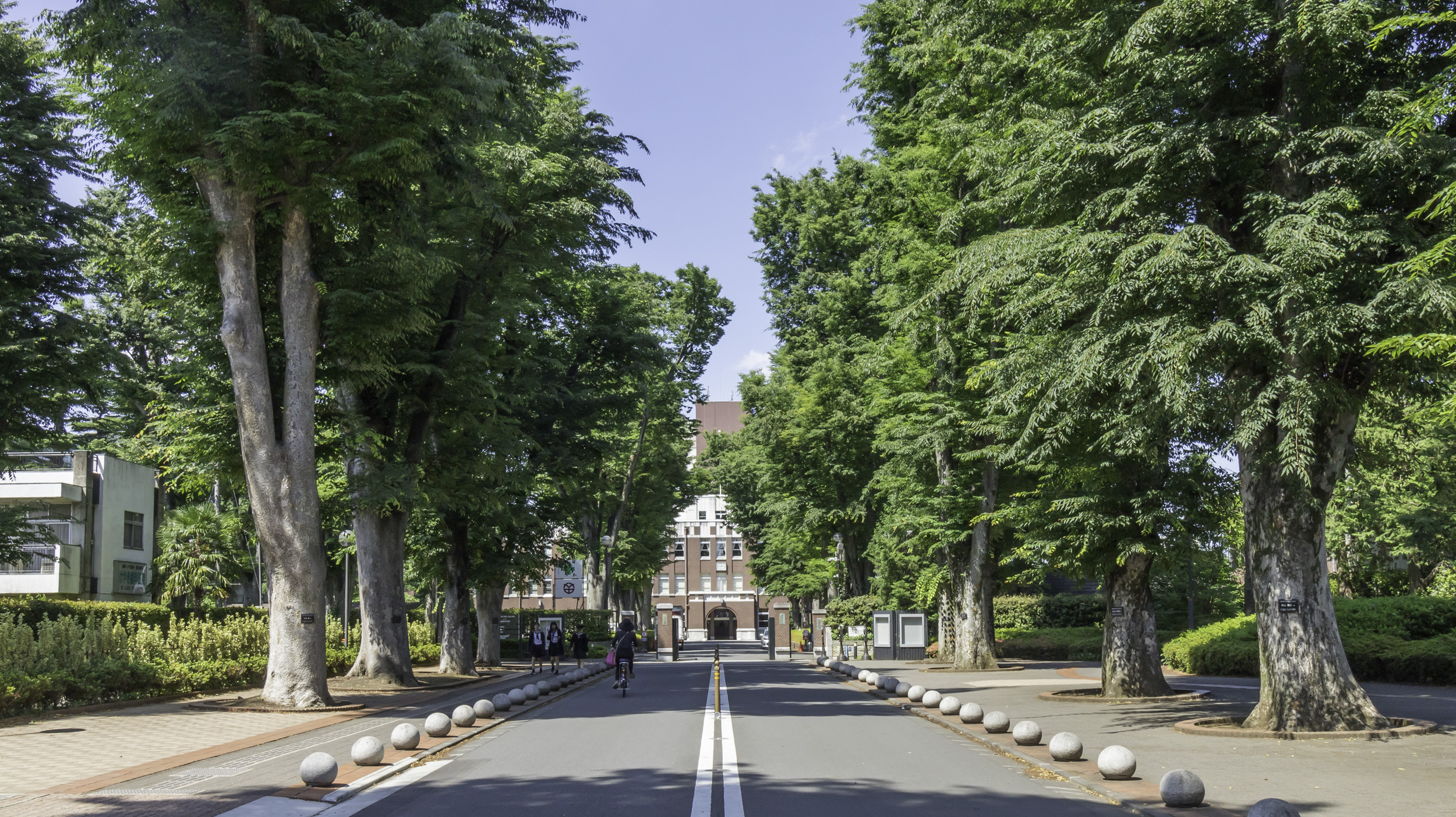
五日市街道から本館まで続くケヤキ並木

成蹊学園が池袋から吉祥寺に移転した後、1924年（大正13年）に植樹された欅並木で、樹齢は100年を超える。ケヤキ並木は、五日市街道から本館まで、さらに学園正門から中学・高校に至る道筋の約600メートルに100本以上が植樹されている。
環境庁の音風景100選では、春の「新緑の優しく爽やかな葉擦れ」、夏の「濃い緑の下のしじま」、秋の「軽やかに舞う落ち葉」、冬の「木枯らしの後に一瞬の静寂」が評価された。
成蹊学園のケヤキ並木は、以下の3つに選定・指定されている。
- 武蔵野市指定天然記念物（1971年）
- 東京都・「新東京百景」（1982年）
- 環境庁・「残したい日本の音風景100選」（1996年）

2017年には「けやき循環プロジェクト」を開始し、1日の2トンにもなる落ち葉を資源とし、サステナビリティー（持続可能性）教育の場として活用されている。
- 桜並木

成蹊学園構内には、1924年（大正13年）の移転時にケヤキと共に桜が植えられたため、正門から成蹊小学校の先まで続く「桜並木」が存在する。桜はソメイヨシノ・ヤエザクラ・シダレザクラ等の合計120本に及ぶもので、間もなく樹齢100年を迎える。関連行事として毎年4月の第1日曜日に開催される成蹊学園桜祭が春を告げる恒例行事となっている。（11月には欅祭が開催される。成蹊中高の学園祭は蹊祭と呼ぶ。）ただし、2021年と2022年に関しては新型コロナウイルス感染症拡大の影響で開催中止となった。

### 図書関連施設
成蹊中学・高等学校ではないが、成蹊大学情報図書館と成蹊小学校新校舎（成蹊学園100周年記念事業の一環）の設計は世界的建築家坂茂と三菱地所設計が共同であたった。坂茂は成蹊小学校、中学校、高等学校（第27回）の卒業生である。

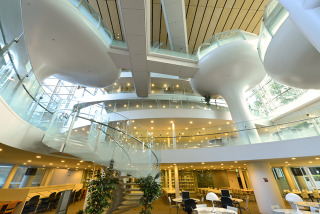
成蹊大学図書館（坂茂設計）

中央館にある成蹊中学校・高等学校図書館の蔵書数は合計で約15万冊であり、中高の図書室としては日本有数の規模と設備を誇る。成蹊大学情報図書館の蔵書数は130万冊を超える。利用許可書（生徒部で発行）と身分証明書、高等学校図書室利用カード（通称『族（うから）』）の提示があれば中高生にも大学図書館の利用が可能である。また、2008年度のグッドデザイン賞を受賞している。
旧制成蹊高等学校は1938年に「緑陰堂文庫」を開設し、情報図書館2階にはその横額、学園史料館には原版が保管されている。文庫の命名は岩崎小弥太理事長によるもので、自作の句「緑陰清風筧の音のありところ」が由来とされ、欅並木のように青葉茂った木立の日陰で快適に読書できる場所を意味している。現代の高度情報化社会の中でも岩崎小弥太理事長の考え方が成蹊の伝統として受け継がれている。

### 成蹊気象観測所[47]
成蹊学園は成蹊気象観測所を所有している。1924年、尋常科理科の教諭として赴任した加藤藤吉によって翌1925年に設立された。気象観測法に基づいた精密な気象観測を生徒らと進めたのが最初で、公式記録は1926年から出されている。戦時中に東京管区気象台から吉祥寺観測所の指定を受け1959年に正式な所有権が成蹊学園に移り、私立の気象観測所として設立された。この気象観測の精密さは、気象庁による観測と同程度であり、実に100年前（2022年現在）から高精度な観測が実現されていた。観測記録をつけた野帳は1926年から存在し、観測開始から1日の欠測も無く記録が続けられている。民間の気象観測所では最も長い観測記録を保有する。1993年に東京都環境賞、2004年5月に平成16年度地域環境保全功労者として環境大臣賞を受賞。歴代所長には宮下敦（成蹊大学教授、元成蹊中高教諭）がいる。
- 中学・高等学校中央館：中学校生徒ホール、高校食堂（300席）、コンピュータ教室A（50席）、コンピューター教室B（40席）、視聴覚教室B、中学校図書室・高校図書室（蔵書数合計15万冊）、分割教室（30名×4部屋）、会議室、事務室がある。中高ホームルームと連結している。
- 理科館：物理・化学・生物・地学の各研究室、講義室、実験室あわせて11の教室、屋上には成蹊気象観測所と天文気象部（高校）が使用する天文観測ドームがある。
- 造形館：金工室、木工室、美術室、工芸室がある。
- 特別教室棟：大教室（360席）、調理室、被服室、和室、書道室、音楽室（2部屋）、第二視聴覚室、共同研究室がある。
- 中学校ホームルーム棟（2007年7月竣工）：鉄筋4階建て、延床面積5,492平方メートル
- 高校ホームルーム棟（2008年12月竣工）
  - 設計は三菱地所、建設は大林組[50]、鉄筋4階建て、延床面積7,377平方メートル
- 中高テニスコート（5面・全面人工芝）
- 中高グラウンド
- バスケットボール・バレーボールコートなど（3面・屋外）
- 中高体育館2棟：第1体育館（中学）、第2体育館（高校、2階に卓球場、1,791平方メートル）
- 中高部室棟2棟（中高各1棟）

この他に、学校行事や体育の授業では成蹊大学の施設を通年利用する（以下参照）。

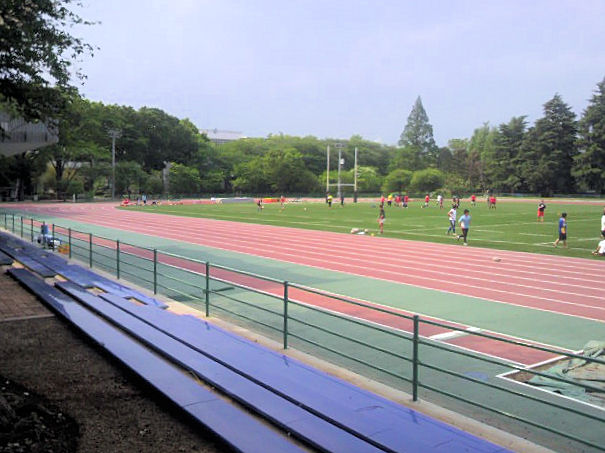
けやきグラウンド（400m競技場）

- けやきグラウンド（400m競技場）
陸上競技、ラグビー、サッカーの公式試合が可能で、約1200名収容可能な観客席がある。2009年春から創立100周年記念事業（環境整備事業）として、インフィールドの人工芝化、トラックのウレタン舗装、照明施設の増設とスタンドの改修・増設工事をして、2009年12月に竣工した。授業のほか部活動や試合、四大戦などで使用されている。2009年の改修工事では、日本陸上競技連盟公認に準拠して、砲丸投げ・走り幅跳び・走り高跳び・棒高跳びなどのエリアが整備された（公認は取得していない）。インフィールドは、ラグビー・サッカーの公式戦ができるよう、公認規則に適合した縦100m・横69mとし、ロングパイル人工芝（フィールドターフ）を敷設した。中学・高等学校における体育の授業（サッカー・ラグビー等）でも利用される。

- 大学サッカー場・ハンドボールコート（全面人工芝）
- 野球場
- 柔道場（大学西部室第3棟 3階）
- 北プール（屋外、縦25.0m・横16.4m、水深1.2 - 1.5メートル）
- 南プール（屋外、南体育館併設）
- テニスコート（9面・全面人工芝）

ただし、上記以外にも成蹊小学校が所有する屋内プール、成蹊大学が所有する馬術場・北体育館・小体育館が存在するが、中高の授業では原則利用しない。

### 作品・ドラマ撮影などで利用された事例
主に成蹊大学および大学図書館が利用されている作品だが、参考までに以下に列挙する。
- ドラマ「天体観測」2002年放送（フジテレビ系列）
- ドラマ「年下の男」2003年放送（TBS系列）
- ドラマ「ドラゴン桜」2005年放送（TBS系列）
- ドラマ「美丘－君がいた日々－」2010年放送（日本テレビ系列）[51]
- ドラマ「花のち晴れ〜花男 Next Season〜」2018年放送（TBS系列）- 作中では「英徳学園」
- ドラマ「星新一の不思議な不思議な短編ドラマ」『地球から来た男』2022年放送（NHK総合）[52]
- ドラマ「silent」第10話 2022年放送（フジテレビ）[53]
- 漫画「テニスの王子様」 - 作中の主役校「青春学園」のモデル校とされる

## 制服
- 男子

冬服は、黒蛇腹の縁取りを施した紺色のホック留め詰襟。夏服は、白いワイシャツまたは開襟シャツに、紺色のズボンを着用する。中学は冬服の場合襟に学年とクラスを表した金バッジを、夏服の場合はワイシャツないし開襟シャツに校章を付ける。
- 女子

セーラー服。冬服は紺襟に桃のマークと白線3本が入った紺のセーラー服で、夏服は紺襟に桃のマークと白線3本が入った白のセーラー服。中学はえんじ色のスカーフ、高校は黒色のスカーフを着用する。2022年より女子生徒のスラックス着用が許可され、新たな制服が誕生した。
- 男女ともに、中学では校章が刺繍された指定のセーターを着用できる。（刺繍は男子が青、女子が赤）

## 学園歌
ホームページに記載されている校歌、心力歌（こころの力）以外に応援歌の「太陽の子」「若草薫る」（1958年発表）、虹之寮寮歌の「山の友によせて」（1952年発表）、「箱根寮の歌」「波左間のうた」（ともに1951年発表）、「膚を濡らす」（1930年代発表）と数多くある。

### 心力歌
作成は成蹊学園創立者中村春二の盟友であった小林一郎。小林は少年期に奥津雁江の私塾において和漢書を学習し、東京帝国大学を卒業後は西洋哲学の著訳書を相次いで出版、さらには日蓮、法華経などの仏教を中心に東洋哲学に精通している研究者でもあった。教育の基本的な在り方を日本古来の教育理念である「修養」としたことから、生徒に心の奥底にある「尊い心」を気付かせるための手段として制作を依頼され1913年に完成。構成は全8章で漢文調であり、人間の内面的主体性の重要性を多角的に説く。1922年には当時の成蹊実務学校の英語教師により英訳され海外も紹介された。現在も入学式や卒業式の際に唄われ成蹊教育の重要な役割を担っている。

## 進路

### 系列校への内部推薦制度
成績上位者には、成蹊大学への内部推薦の権利を持ちながら他大学を受験できる内推併願制度がある。基準は評定平均8.0以上とされる。成蹊大学への内部推薦には従来「内推テスト」が実施されていたが廃止された。内部推薦基準は評定平均6.5以上（10段階）とされる。ちなみに成蹊中学校から高等学校への内部進学には、中3評定が6.0以上で欠点（4.0以下）が無いことが条件である。

### 進学実績
例年、卒業生の約3〜4割が系列校の成蹊大学に進学し、その他の多くは国公立大学や私立大学へ進学する。実際2019年と2021年の成蹊大学内部推薦者は卒業生のうち約30%、2020年は36%であった。ただし上記の内部推薦併願制度による他大学進学者も若干名含まれている。
2020年の大学合格状況は、東京大学4名（うち推薦1名）、慶應義塾大学41名（うち慶應義塾大学医学部1名）、早稲田大学43名など。上智大学・東京理科大学も合格者は例年30名を超える。
医学部への進学者も多く、2019年は53名、2020年は27名、2021年は39名が医学部に合格した。
海外大学合格実績も豊富であり、2019年はスタンフォード大学、ニューヨーク大学、ロンドン大学キングスカレッジ、2021年は清華大学に合格者を出している。

## 部活動
硬式テニス部は強豪で、中学男子は全国大会優勝3回・準優勝2回を誇る。最近の成績では2020年に全国中学生テニス選手権代替大会で優勝している。
高校男子も過去に2度インターハイに出場、他の全国大会には度々出場している。
ラグビー部は旧制高校時代の1923年創部の古豪で、花園に4度出場。
都心ながら校内に馬場を持つ馬術部や、スキー部も全国大会に出場している。
サッカー部は旧制中学校時代の1918年に「日本サッカー界の父」と称された内野台嶺が学生と協力して創部された。2018年の創部100周年記念式典には安倍晋三元内閣総理大臣が祝辞を送った。
籠球部（バスケットボール部）は1927年創部で、旧制成蹊高校時代の1927年、全国高校バスケットボール大会準優勝。1931年には、第10回全日本籠球選手権大会（現 全日本総合バスケットボール選手権大会）で、高校生ながら大学を含む強豪チームを破り、全日本制覇という偉業を達成したことがある。
天文気象部は気象観測で知られ、メディアにも度々登場し（構内に1926年設立の成蹊気象観測所がある）、「小柴昌俊科学教育賞」奨励賞を受賞している。
都内では珍しいストリングス部（1978年創部）、サイクリング部も存在する。
硬式テニス部
- 中学（男子）
  - 全国中学生テニス選手権大会20回出場
  - 全国中学生テニス選手権大会・男子団体 優勝3回（2000年・2001年・2005年）、準優勝2回（1999年・2007年）、ベスト4（2008年・2019年）
- 中学（女子）
  - 全国中学生テニス選手権大会13回出場
  - 2010年、第37回全国中学生テニス選手権大会（女子団体）ベスト4
  - 2016年、第4回全国選抜中学校テニス大会（女子団体）優勝
- 高校
  - 全国高等学校総合体育大会テニス競技大会出場

ラグビー部
- 中学 1996年以降の主な戦績
  - 東日本中学生ラグビーフットボール大会
    - 1996年・第16回大会 優勝（2回目）
    - 2002年・第22回大会 3位
    - 2003年・第23回大会 ベスト8
    - 2004年・第24回大会 1回戦敗退
    - 2007年・第27回大会 1回戦敗退
    - 2015年・第35回大会 1回戦敗退

  - 関東中学生ラグビーフットボール大会
    - 2002年・第53回大会Aブロック 優勝
    - 2003年・第54回大会Bブロック ベスト4
    - 2004年・第55回大会Aブロック 5位
    - 2006年・第57回大会Bブロック 優勝
    - 2011年・第62回大会Dブロック 優勝
    - 2014年・第65回大会Cブロック 3位
    - 2015年・第66回大会Bブロック 優勝
    - 2016年・第67回大会Cブロック 優勝
- 高校
  - 全国高等学校ラグビーフットボール大会
    - 1964年・第44回大会 1回戦敗退
    - 1968年・第48回大会 2回戦敗退
    - 1974年・第54回大会 1回戦敗退
    - 2005年・第85回大会 1回戦敗退

  - 全国高等学校選抜ラグビーフットボール大会
    - 2013年・第14回大会 グループリーグ敗退

馬術部
- 1929年・第6回全国高校馬術競技大会優勝
- 全日本高等学校馬術競技大会（インターハイ）多数出場

スキー部
- 中学 全国中学校スキー大会出場（2013年・2015年）
- 高校 全国高等学校スキー大会多数出場

### 運動部

#### 中高共通
- 野球部
- 水泳部（高校男子は水球）
- 硬式テニス部（男・女）
- ソフトテニス部
- 陸上競技部
- 卓球部
- ラグビー部
- サッカー部
- バスケットボール部（男・女）
- 女子バレーボール部
- 山岳部
- 剣道部

#### 高校
- 柔道部
- スキー部
- 馬術部
- 自転車（サイクリング）部
- 男子バレーボール部
- バドミントン部
- 水球部（男子）

### 文化部

#### 中高共通
- ダンス部
- 英語部
- 写真部
- 美術部
- 演劇部
- コーラス部
- 吹奏楽部（成蹊ウィンドオーケストラ）
- 弦楽（ストリングス）部
- 書道部

#### 中学
- 自然科学部
- 科学技術部
- 社会探検部
- 家庭部
- イラスト漫画部

#### 高校
- 文芸部
- 天文気象部
- 生物部
- 料理部
- 鉄道研究部

## 新制成蹊高等学校出身者（五十音順）

### 政治・行政
- 安倍晋三 - 衆議院議員、内閣総理大臣（第90・96ｰ98代）、自由民主党総裁（第21・25代）
- 有馬龍夫 - 日本政府代表、元駐独大使、元駐蘭大使
- 加藤良三 - 駐米特命全権大使（第30代）、日本プロ野球組織コミッショナー、三菱商事特別顧問
- 木内孝胤 - 衆議院議員 / 岩崎弥太郎の玄孫
- 栗原美能留 - 元内務官僚、元高知県知事（旧制成蹊中学出身）、元成蹊中学校・高等学校校長
- 斎藤邦彦 - 外務事務次官（第25代）、駐米特命全権大使（第28代）、元国際協力機構JICA総裁
- 佐藤敬夫 - 元衆議院議員、元日本青年会議所会頭
- 豊田麻子 - 元広島市副市長、元総務省国際協力調査官
- 中島啓雄 - 元参議院議員
- 藤田雄山 - 前広島県知事（第53-56代）、元参議院議員
- 古屋圭司 - 国家公安委員会委員長（第87代）、元拉致問題担当大臣、元経済産業副大臣
- 丸山浩一 - 西東京市長
- 若林正俊 - 参議院議員、農林水産大臣、元環境大臣
- 渡邉優 - 駐キューバ特命全権大使

### 法曹
- 梶谷玄 - 弁護士、最高裁判所元判事、日本弁護士連合会元副会長
- 梶谷剛 - 弁護士、日本弁護士連合会前会長
- 本林徹 - 弁護士、日本弁護士連合会元会長

### 実業
- 淺沼健一 - 淺沼組社長、全国建設業協会会長
- 安倍寛信 - 三菱商事パッケージング社長、三菱商事執行役員 / 安倍晋三元首相の兄
- 鮎川純太 - テクノベンチャー会長 / 鮎川義介の孫
- 飯田永太 - テンアライド社長
- 石坂信雄 - 東芝アメリカ元会長、シンキングマシンズ元副社長 / 石坂泰三の子息
- 石坂信也 - ゴルフダイジェスト・オンライン創業者・社長 / 石坂泰三の孫
- 外郎藤右衛門 - ういろう社長（外郎家25代目）、神奈川県公安委員会委員
- 上田昌孝 - アメリカンホーム保険会長、フジ・ダイレクト・マーケティング社長、ディノス・セシール会長
- 上原明 - 大正製薬社長、慶應義塾理事
- 上原徹 - フジパシフィック音楽出版社長
- 相賀昌宏 - 小学館社長（創業家）
- 清原武彦 - 産業経済新聞社会長、フジテレビジョン取締役、慶應義塾評議員 / 検事総長・清原邦一の子息
- 草間高志 - みずほ証券会長
- 後藤高志 - 西武ホールディングス・西武鉄道社長、西武ライオンズオーナー、みずほコーポレート銀行元副頭取
- 佐々木元 - 日本電気（NEC）会長 / 佐々木直の子息
- 塩澤太朗 養命酒製造社長
- 下河辺俊行 - 下河辺牧場代表
- 高橋靖 - 大日精化工業社長
- 立花陽三 - 東北楽天ゴールデンイーグルス社長
- 谷正紀 - 三菱自動車工業元副社長・元成蹊中学・高等学校校長
- 天坊昭彦 - 出光興産社長[57]、武蔵野美術大学理事長
- 長瀬文男 - IMAGICA会長
- 西山茂行 - 西山牧場代表
- 播野勤 - タマノイ酢社長
- 福井源 - 実業家
- 古川紘一 - 森永乳業社長
- 堀新太郎 - ベイン&カンパニー元会長、UCC上島珈琲副社長
- 吉永泰之 - 富士重工業社長
- 若林貴世志 - 東京放送ホールディングス相談役、元横浜ベイスターズオーナー、野球部OB

### 学術
- 池上雅博 - 東京慈恵会医科大学教授[58]
- 稲葉振一郎 - 明治学院大学教授
- 入江昭 - ハーバード大学名誉教授
- 岩井奉信 - 日本大学名誉教授
- 上杉邦憲 - 宇宙航空研究開発機構教授・上杉家32代当主 / 徳川宗家17代 徳川家正の孫
- 江川滉二 - 東京大学名誉教授 / 江川英文の子息
- 大友克之 - 朝日大学学長、明海大学理事、北京大学客員教授
- 尾髙煌之助 - 一橋大学名誉教授、法政大学教授 / 渋沢栄一の曾孫
- 小田宏信 - 成蹊大学教授
- 城戸毅 - 東京大学名誉教授、名古屋市立大学名誉教授（元学部長）
- 黒川清 - 政策研究大学院大学教授、東京大学名誉教授、内閣特別顧問、日本学術会議会長（第22-23代）
- 黒川洸 - 東京工業大学・筑波大学名誉教授
- 坂部恵 - 東京大学名誉教授
- 斯波恒正 - 一橋大学名誉教授、早稲田大学教授
- 清水義明 - プリンストン大学名誉教授
- 竹内幹 - 一橋大学准教授
- 竹中俊子 - ワシントン大学ロースクール教授
- 竹谷靱負 - 拓殖大学名誉教授、本名竹谷誠
- 寺崎修 - 慶應義塾大学名誉教授
- 松田壽男 - 早稲田大学名誉教授（成蹊中学出身）
- 町村泰貴 - 北海道大学教授、成城大学教授
- 丸毛啓史 - 東京慈恵会医科大学附属病院院長、東京慈恵会医科大学教授[58]、日本整形外科学会理事長
- 美濃口武雄 - 一橋大学名誉教授
- 宮村一夫 - 東京理科大学名誉教授（元理学部長）、日本化学会理事
- 柳澤榮司 - 東北大学名誉教授、元八戸工業高等専門学校校長
- 吉田敦彦 - 学習院大学名誉教授
- 米川伸一 - 一橋大学名誉教授

### 文化
- 徳川文武 - 執筆家 / 松戸徳川家3代当主・徳川慶喜の曾孫
- 市原ひかり - ジャズトランペット・フリューゲルホルン奏者
- 小野美由紀 - 作家
- 杵屋巳太郎（宮澤雅之） - 歌舞伎音楽長唄（三味線方）、人間国宝
- 小林彰太郎 - 自動車評論家、自動車雑誌「カーグラフィック (CG)」創設者
- 斎藤憐 - 劇作家
- 佐佐木幸綱 - 歌人、早稲田大学教授 / 佐佐木信綱の孫
- すぎやまこういち - 作曲家
- 高井有一 - 小説家、芥川賞受賞
- 手塚眞 - ヴィジュアリスト（映像作家） / 手塚治虫の子息
- 手塚るみ子 - プランニングプロデューサー、地球環境運動家 / 手塚治虫の娘
- 東儀秀樹 - 雅楽演奏家
- 服部克久 - 作曲家
- 坂茂 - 建築家
- 藤枝静男 - 作家、眼科医（成蹊実務学校・中学出身）
- 本多俊之 - サックス奏者
- 宮下綾子 - ヴァイオリニスト

### 芸能
- 新井隆太 - NHKアナウンサー
- 淡島千景 - 女優、宝塚歌劇団29期生（成蹊高等女学校出身）
- 安藤萌々 - テレビ朝日アナウンサー
- 如月小春 - 劇作家、演出家、エッセイスト
- 小中和哉 - 映画監督
- 小林千恵 - NHKアナウンサー
- 齋藤太朗 - テレビディレクター
- 高島彩 - フリーアナウンサー、元フジテレビアナウンサー
- 立川らく朝 - 落語家、医師
- 田中滋実 - 元テレビ朝日アナウンサー
- 土家歩 - 俳優
- 土家里織 - 女優
- 土屋夏彦 - 元ニッポン放送プロデューサー、メディアクリエイター
- 鶴見辰吾 - 俳優
- 東野英心 - 俳優 / 東野英治郎の子息
- 中井貴一 - 俳優 / 佐田啓二の子息
- 中尾浩之 - 短編映画・テレビディレクター、CMディレクター
- 長山藍子 - 女優（成蹊小学校・中学校卒業）
- 丹羽多聞アンドリウ - テレビプロデューサー / 丹羽文雄の孫
- 馬場康夫 - 映画監督、ホイチョイ・プロダクションズ社長
- 山本學 - 俳優
- 山本圭 - 俳優
- 利重剛 - 俳優、映画監督 / 小山内美江子の子息
- 和智正喜 - 小説家（ライトノベル作家）、脚本家

### スポーツ
- 庄司理紗 - 女性フィギュアスケート選手（成蹊小学校・中学校卒業）
- 風戸裕 - レーシングドライバー
- 武田英二郎 - サッカー選手（横浜FC）
- 立花陽三 - 東北楽天ゴールデンイーグルス球団社長 元ラグビー選手
- 森脇基恭 - レーシングカーデザイナー、レースエンジニア
- 米本聡 - プロバスケットボール選手（富山グラウジーズ所属）：1994年中学校卒業
- 高橋寛 - ラグビー選手
- 中田英里 - ラグビー選手
- 藤本健友 - ラグビー選手（キヤノンイーグルス）
- 三浦豪 - ラグビー選手（NTTドコモレッドハリケーンズ）
- 三浦嶺 - ラグビー選手（NTTコミュニケーションズシャイニングアークス

### その他
- 有馬頼央 - 神職、水天宮宮司 / 旧久留米藩主有馬家17代当主
- 牧田吉明 - アナキスト / 牧田与一郎の子息
- 河北博文 - 医師、河北総合病院理事長、日本医療機能評価機構専務理事、東京都病院協会会長
- 竹下隆一郎 - ハフポスト日本版編集長

出典 

## 旧制成蹊高等学校出身者（五十音順）

### 政治・行政
- 安倍基雄 - 衆議院議員 / 安倍源基の子息
- 鮎川金次郎 - 参議院議員 / 鮎川義介の子息
- 河野義克 - 国立国会図書館長、元参議院事務総長
- 黒田能行 - 衆議院決算委員会（現決算行政監視委員会）調査室長、元衆議院国家公務員労働組合委員長
- 佐々淳行 - 内閣安全保障室長（初代）、防衛施設庁長官（第15代）、三重県警察本部長 / 佐々成政の末裔
- 米田昭 公安調査庁元長官
- 宗像英二 - 日本原子力研究所（現日本原子力研究開発機構）理事長

### 法曹
- 石田穣一 -（東京高等裁判所元長官、沖縄キリスト教短期大学元教授）
- 尾崎行信 - 弁護士、最高裁判所元判事

### 実業
- 秋元勇巳 - 三菱マテリアル元会長
- 鮎川弥一 - テクノベンチャー創業者 / 鮎川義介の子息
- 荒木浩 - 東京電力元会長
- 有吉煕 - 三菱重工業元常務取締役
- 石川六郎 - 鹿島建設元会長、日本商工会議所元会頭
- 伊東弘敦 - 四国旅客鉄道（JR四国）元社長、日本国有鉄道元常務理事
- 岩崎寛弥 - 東山農事社長、三菱銀行元取締役 / 岩崎弥太郎家当主
- 相賀徹夫 - 小学館相談役（元社長）
- 緒方四十郎 - 日本銀行元理事、日本開発銀行元副総裁
- 岸暁 - 東京三菱銀行元頭取、成蹊学園元理事長
- 黒澤洋 - 日本興業銀行元頭取
- 住田正二 - 東日本旅客鉄道（JR東日本）元社長、元運輸事務次官
- 槙原稔 - 三菱商事相談役（元会長）
- 松平一郎 - 東京銀行会長 / 松平恆雄の長男、徳川宗家18代当主・徳川恒孝の父
- 宮本保孝 - 信金中央金庫元理事長
- 毛利元敬 - 第一ホテル常務取締役 / 毛利宗家31代当主

### 学術
- 石坂公成 - 免疫学、アレルギー研究の世界的権威（IgEの発見者） / 石坂泰三の甥
- 石田雄 - 政治学、東京大学名誉教授
- 伊藤滋 - 都市計画家、早稲田大学特命教授、慶應義塾大学大学院客員教授、東京大学名誉教授
- 井上光貞 - 日本古代史、東京大学名誉教授 / 井上馨・桂太郎の孫
- 岩崎英二郎 - ドイツ語学、慶應義塾大学名誉教授 / 岩崎弥之助の孫
- 岩田行一 - ドイツ文学、東京都立大学名誉教授
- 太田和夫 - 東京女子医科大学名誉教授
- 岡田英弘 - 中国史・満州史・モンゴル史・日本古代史、東京外国語大学名誉教授
- 児玉幸多 - 日本近世史、学習院大学元学長、学習院女子短期大学元学長
- 後藤英一 - 情報処理学、東京大学名誉教授 / パラメトロンの発明者
- 霜山徳爾 - 臨床心理学、上智大学名誉教授 / ヴィクトール・フランクル『夜と霧』の訳者
- 高崎健 - 東京女子医科大学名誉教授、東京女子医科大学病院副院長
- 高山英華 - 都市計画家、建築家、東京大学工学部名誉教授
- 中屋健一 - 米国史、東京大学名誉教授・元成蹊中学高等学校校長
- 中村浩 - 微生物学、九州大学・共立女子大学教授 / 成蹊学園創立者・中村春二の次男
- 西原春夫 - 刑法学、早稲田大学元総長、学校法人国士舘元理事長
- 野田一夫 - 経営学、多摩大学現学長代行
- 秦順一 - 慶應義塾大学名誉教授、国立成育医療センター名誉総長
- 埴原和郎 - 人類学、東京大学名誉教授、国際日本文化研究センター名誉教授
- 増渕興一 - 溶接学、マサチューセッツ工科大学名誉教授 / アポロ計画に参画
- 村川堅太郎 - 東京大学名誉教授（成蹊中学出身）
- 毛利秀雄 - 生物学、東京大学名誉教授 / 長州藩14代藩主毛利元徳の曾孫
- 山田爵 - フランス文学、東京大学名誉教授 / 森鴎外の孫
- 由良君美 - 英文学、東京大学名誉教授

### 文化
- 有馬頼義 - 小説家、第31回直木三十五賞受賞 / 久留米藩主有馬家16代当主
- 大江宏 - 建築家、法政大学名誉教授
- 加古里子 - 児童文学作家
- 小林彰太郎 - 現・二玄社CAR GRAPHIC編集顧問。日本における自動車評論家の草分け
- 坂本藤良 - 経済評論家
- 佐々克明 - ジャーナリスト / 佐々成政の末裔
- 中河原理 - 音楽評論家、朝日新聞記者
- 平山亨 - 映画監督、テレビプロデューサー
- 前田透 - 歌人
- 松平直壽 - 松江藩主・雲州松平家15代当主 / 徳川宗家18代当主徳川恆孝の再従兄[61]
- 宮脇俊三 - 鉄道作家
- 山本義正 - 著述家 / 山本五十六の子息

## 交通
- 吉祥寺駅:徒歩20分または関東バス5分「成蹊学園前」下車、バス停より徒歩約8分
  -  JR中央線
  - 京王電鉄  井の頭線
- 武蔵関駅 徒歩20分
  -   西武新宿線

## 系列校
- 成蹊大学
- 成蹊小学校